# 2002 en Palestine
Chronologie de la Palestine
- 1998
- 1999
- 2000
- 2001
- 2002
- 2003
- 2004
- 2005
- 2006

Cette page concerne les évènements survenus en 2002 en Palestine :

## Évènements
- 2002-2003 : Lancement de la feuille de route pour la paix.
- 27 janvier : Attentat suicide de la rue Jaffa (en)
- 2 mars : Attentat à la bombe de Beit Yisrael
- 3 mars : Attaque de sniper au poste de contrôle Wadi al-Haramiya (en)
- 7 mars : Attaque d'Atzmona (en)
- 9 mars : Attentat suicide du Café Moment (en)
- 21 mars : Attentat suicide de la rue du roi George (en)
- 27 mars : Attentat suicide à l'hôtel Park de Netanya
- 29 mars : Attentat suicide du supermarché Kiryat HaYovel (en)
- avril : Opération Rempart
- 1er-11 avril : Bataille de Jénine (en)
- 5-8 avril : Bataille de Naplouse (en)
- 12 avril : Attentat suicide du marché de Mahane Yehuda (en)
- 2-10 mai : Siège de la basilique de la Nativité de Bethléem (en)
- 18 juin : Attentat suicide de Patt Junction à Jérusalem
- 19 juin : Attentat suicide de la colline française (en)
- 31 juillet : Attentat de l'université hébraïque de Jérusalem
- 5 septembre : Attaque du char de Kissufim (en)
- 15 novembre : Embuscade de Hébron
- 21 novembre : Attentat suicide du bus de Kiryat Menachem (en)

## Sorties de films
- Intervention divine
- Jenin, Jenin
- Le Mariage de Rana, un jour ordinaire à Jérusalem

## Sport
- 28 janvier-11 février : Participation de l'équipe palestinienne de Jérusalem au 2002 Torneo di Viareggio (en) (football)
- 29 septembre-14 octobre : Participation de la Palestine aux Jeux asiatiques de 2002 (en) à Pusan (Corée du Sud).

## Création
- 13 juin-29 octobre : Quatrième gouvernement Arafat (en)
- 29 octobre-30 avril 2003 : Cinquième gouvernement Arafat (en)
- Centrale électrique de Gaza
- Initiative nationale palestinienne (parti politique)